# Крістоф Менді
Крістоф Менді (фр. Christophe Mendy; 4 серпня 1971, Руан) — французький професійний боксер важкої ваги сенегалського походження, призер чемпіонатів світу та Європи серед аматорів.

## Аматорська кар'єра
У 1990-х роках Крістоф Менді брав участь у багатьох міжнародних турнірах.
На чемпіонаті Європи 1993 у надважкій вазі програв в першому бою.
На Кубку президента 1994 в Джакарті, Індонезія став переможцем у надважкій вазі, у півфіналі цього турніру подолавши Віталія Кличка.
На чемпіонаті світу 1995 виборов бронзову нагороду у важкій вазі, подолавши Тао Цзяна (Китай) та Войцеха Бартніка (Польща) і програвши в півфіналі Феліксу Савон (Куба) — 6-9.
На чемпіонаті Європи 1996 у важкій вазі здобув чотири перемоги, в тому числі над Георгієм Канделакі (Грузія) та Кваменою Турксон (Швеція) з однаковим рахунком — 7-2, і програв в фіналі Луану Краснікі (Німеччина) — 7-8.
На Олімпіаді 1996 він переміг в першому бою Овідіу Балі (Румунія) — RSCH-2 і програв в чвертьфіналі Девіду Дефіагбон (Канада) — DQ-3.

## Професіональна кар'єра
Ще беручи участь в змаганнях аматорів, 1993 року Менді провів перший бій на професійному рингу. Протягом 1995— 2000 років провів ще 18 боїв, але без особливого успіху. Лише в останньому в кар'єрі бою Менді зумів завоювати титул чемпіона Франції в важкій вазі.